# Kafr Shams
Kafr Shams (tiếng Ả Rập: كفر شمس, cũng đánh vần là Kfar Shams hoặc Kafr ash-Shams) là một thành phố nhỏ ở miền nam Syria thuộc chính quyền quận Al-Sanamayn của Tỉnh Daraa. Đó là 16 kilômét (9,9 mi)  về phía tây bắc của al-Sanamayn, ngay phía đông của Cao nguyên Golan và nằm giữa Damascus và Daraa. Trong cuộc điều tra dân số năm 2004 của Cục Thống kê Trung ương Kafr Shams có dân số 12.435.

## Lịch sử
Kafr Shams đã trải qua một sự bùng nổ xây dựng trong thời cai trị của Đế quốc Byzantine, đặc biệt là dưới triều đại của Justinian I, chủ yếu tập trung vào nhà ở nông thôn lớn. Thị trấn bị chi phối bởi Ghassanids, một vương quốc chư hầu của Kitô giáo Ả Rập ở Byzantines. Các Ghassanids đã xây dựng một tu viện Monophysite lớn ở đó vào khoảng năm 570 CE.

### Thời đại Ottoman
Năm 1838, Kefr Shems được ghi nhận là một ngôi làng ở quận el-Jeidur.
Năm 1897, nhà khảo cổ học người Đức Gottlieb Schumacher báo cáo Kafr Shams có dân số 600 người Hồi giáo sống trong 120 đến 130 túp lều. Những tàn tích cổ xưa và các vòm dưới mặt đất đã được ghi nhận trong ngôi làng và hai tu viện Ghassanid vẫn còn nguyên vẹn.

### Kỷ nguyên hiện đại
Trong Chiến tranh Yom Kippur năm 1973 Kafr Shams là cảnh đụng độ giữa Quân đội Israel và các lực lượng chung của quân đội Jordan, Iraq và Syria.
Nhiều cư dân của Kafr Shams đã tham gia các cuộc biểu tình chống lại chính phủ Syria như một phần của cuộc nổi dậy Syria 2011-2012.